# Faeton (vehicul)

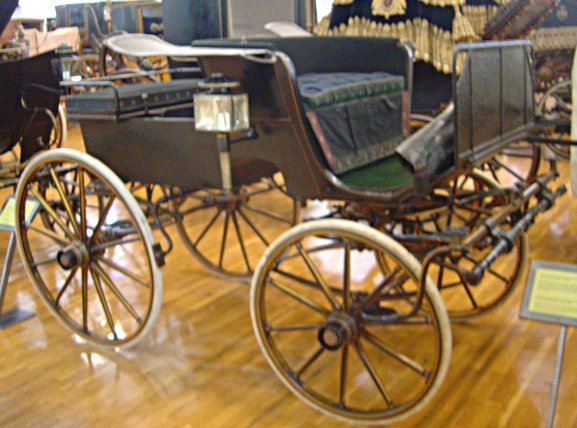
Faeton expus la Palatul Schönbrunn din Viena

Faeton se numește o trăsură elegantă, înaltă și ușoară, deschisă, de diferite forme. 
Cel mai mic faeton este un atelaj cu două roți, pe arcuri, cu o singură banchetă pentru persoane, tras de un singur cal. Poartă și denumirea de șaretă.
Cel mai mare faeton are patru roți și capotă pentru scaunul din față, putând transporta 6-8 persoane. 

## Faetonul în automobilism

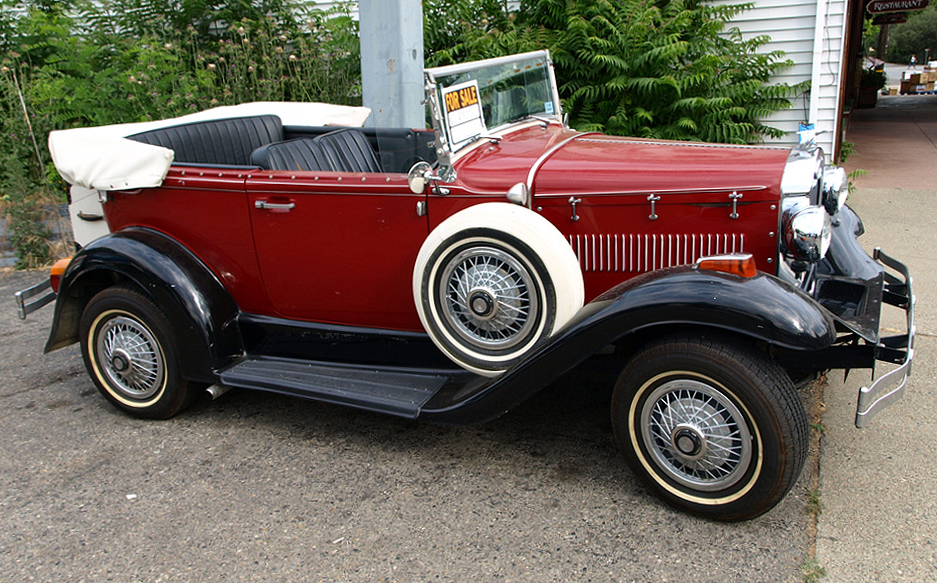
Automobil cu caroserie tip Faeton

În construcția de automobile, termenul faeton desemnează un stil de caroserie decapotabilă specific anumitor automobile de epocă, construite în special în perioada anilor 1930, considerate de lux, cu 2 sau 4 uși și un plafon convertibil, respectiv un autoturism având aceste caracteristici stilistice. Faetonul dublu avea 4 locuri iar cel triplu, 6-7 locuri.
În 1910, Fabricile Marta de la Arad au produs primele autoturisme construite sub licența firmei Westinghouse, cu diferite caroserii, între care și dublu-faeton.
Primul automobil înmatriculat în București a fost produs în anul 1900 de firma FN Herstal și avea o caroserie de tip faeton cu două locuri.

## Faetonul în pictură

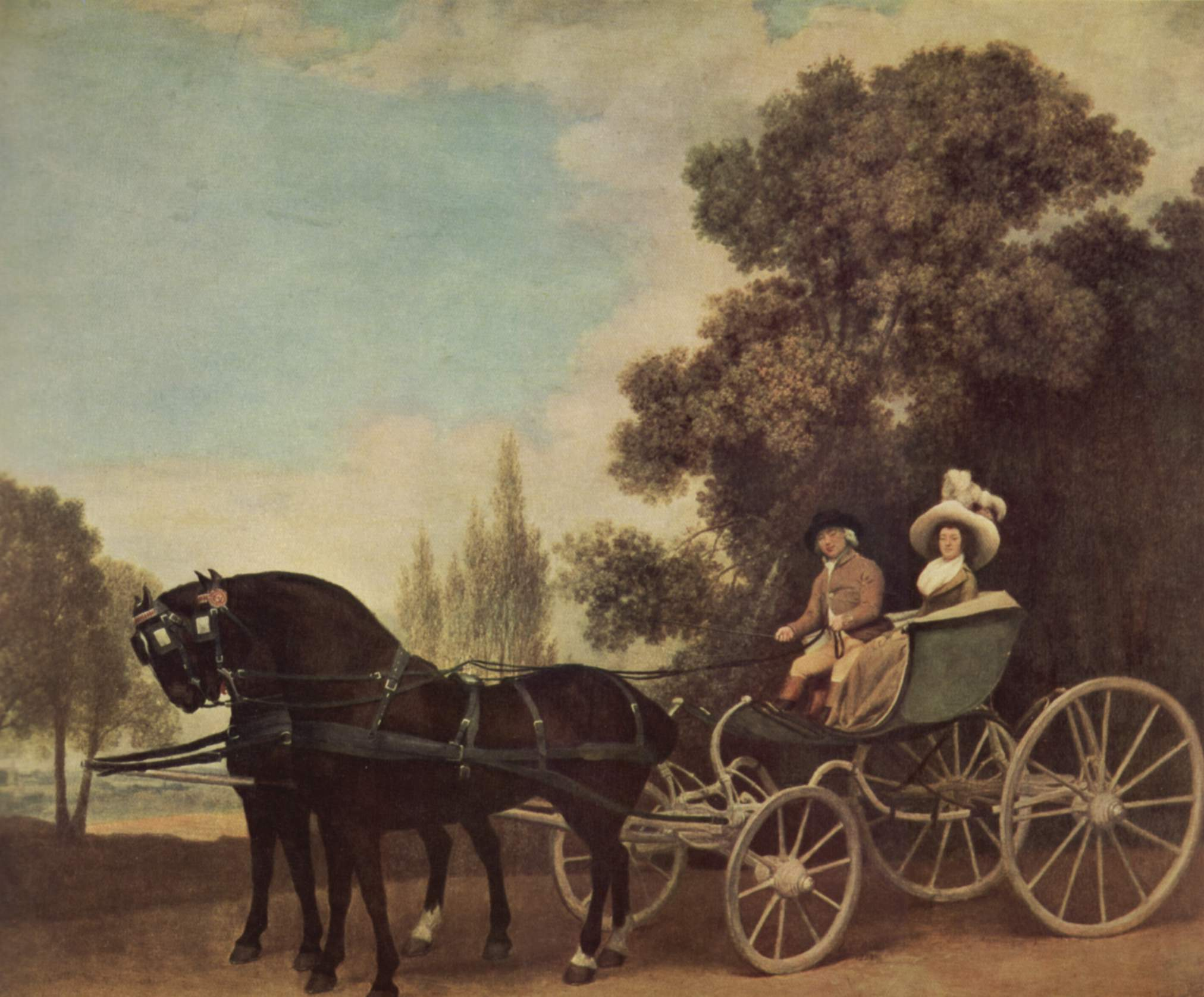
Doamnă și domn în faeton

Pictorul George Stubbs a ceat în 1787 pictura Lady and Gentleman in a Carriage (Doamnă și domn în trăsură). Bărbatul și femeia fac probabil parte din familia Hope, de bancheri din Liverpool, una din numeroasele familii cărora le făcea plăcere să se lase pictate de penelul lui Stubbs. Cuplul aste surpins aici în timpul unei plimbări cu faetonul, o trăsură descoperită cu patru roți, trasă de doi cai.

## Faetonul în literatură
Faetonul apare în poezia Împărat și proletar, a lui Mihai Eminescu:

Pe malurile Senei, în faeton de gală,

Cezarul trece palid în gândiri adâncit;? [...]

Poporul loc îi face tăcut și umilit.
Gheorghe Asachi, în poezia Soția de modă, pomenește și el faetonul:

Punctu-ntăi: a mea mireasă a ședea nu vra la țară; 

Iarna-n Iași, la băi străine să petreacă toată vara. 

Punctu-al doilea: cerut-au s-aibe a ei faeton, 

O caretă cu livrele, nu costium de amazon, 

Casă comodă, nu-ngustă, cabinete și saloane, 

Șeminele, galerie, statuete și coloane;
În cartea Black Beauty, a autoarei Anna Sewell (1820-1878), eroul principal, calul Black Beauty, avea să-și petreacă tihnit amurgul vieții înhămat la un faeton ce purta trei doamne în vârstă.